# Bucle infinito
Un bucle infinito en programación es un error que consiste en realizar un ciclo que se repite de forma indefinida ya que su condición para finalizar nunca se cumple.
Por definición un bucle debe contener condiciones que establezcan cuándo empieza y cuándo acaba, de manera que, mientras las condiciones se cumplan, ejecute una secuencia de código de manera repetitiva. En el caso de ciclo infinito, como la condición de finalización no se alcanza, el bucle sigue ejecutando el segmento de código indefinidamente.

## Excepción de error
La programación en automatización y robótica puede basarse en un bucle infinito, como por ejemplo la función void loop() en Arduino, en este caso el bucle infinito deja de ser un error para pasar a ser una virtud, ya que puede reconocerse el estado de un sensor generando una respuesta miles de veces por segundo.

## Ejemplos

### Lenguaje C

#### Bucle while
```
#include
 
<stdio.h>

#include
 
<conio.h>

int
 
main
(){

	
int
 
x
 
=
 
0
;

	
while
(
x
 
<
 
10
)
 
{

		
printf
(
"
\n
¡No acabaré nunca!
\n
"
);

	
}

        
getch
();

	
return
 
0
;

}

```

Se observa que la sentencia printf("\x¡No acabaré nunca!\n"); siempre se ejecuta porque la condición del bucle while() siempre es cierta, no existe una condición de salida que obligue al bucle a finalizar. Exactamente, no se alcanza la condición de salida. Si en el ejemplo anterior, dentro del bloque de código del bucle while, se encontrase la instrucción
```
x
++
;

```

El bucle hubiera ejecutado 10 veces y hubiera terminado.
También existe esta posibilidad con el while (true). En C:
```
#include
 
<stdio.h>

#include
 
<conio.h>

int
 
main
(
void
)
 
{

	
while
(
1
)
 
{

		
printf
(
"
\xad
No acabar
\x82
 en algún momento!
\n
"
);

	
}

        
getch
();

	
return
 
0
;
 
/* De todas maneras, el programa no llegará nunca hasta aquí */

}

```

#### Bucle for
```
#include
 
<stdio.h>

int
 
main
(
void
)
 
{

	
int
 
cont
;

	
for
 
(
cont
 
=
 
0
;
 
cont
 
<
 
5
;
 
cont
++
)
 
{

		
cont
 
=
 
cont
%
4
;

		
printf
(
"%d
\n
"
,
cont
);

	
}

	
return
 
0
;

}

```

En la sentencia "printf" se muestra en pantalla 0,1,2,3,0,1,2,3,0,....
Y también podemos crear un ciclo infinito con el for de esta forma:
```
#include
 
<stdio.h>

int
 
main
(
void
)
 
{

	
for
 
(;;)

		
printf
(
"Bucle infinito
\n
"
);

	
return
 
0
;

}

```

### Lenguaje C++

#### Bucle while
```
#include
 
<iostream>

using
 
namespace
 
std
;

int
 
main
(
void
)
 
{

	
while
(
true
){

		
cout
 
<<
 
"Se repite"
 
<<
 
endl
;

	
}

	
return
 
0
;

}

```

#### Bucle for
```
#include
 
<iostream>

using
 
namespace
 
std
;

int
 
main
(
int
 
argc
,
 
char
 
*
argv
[])
 

{

	

	
for
(
int
 
i
=
0
;
i
==
i
;
i
++
)

        
{

		
cout
 
<<
 
"Se repite"
 
<<
 
endl
;

	
}

	
return
 
0
;

}

```

Como siempre la variable i va a ser igual a ella misma, se incrementa e itera infinitas veces.
En el siguiente caso, por cada vez que se incrementa la variable, como es menor a 5 se decrementa dentro del cuerpo del bucle. Luego se vuelve a incrementar y de esa manera infinitas veces.
```
#include
 
<iostream>

using
 
namespace
 
std
;

int
 
main
(
int
 
argc
,
 
char
 
*
argv
[])
 
{

	
int
 
h
=
0
;

	
for
(
int
 
i
=
0
;
i
<
5
;
i
++
){

		
i
--
;

		
h
++
;

		
cout
 
<<
 
"Se repitio: "
 
<<
 
h
 
<<
 
" Veces."
 
<<
 
endl
;

	
}

return
 
0
;

}

```

### Lenguaje Visual Basic

#### Bucle while
```
   
Public
 
Function
 
suma2
(
a
,
 
b
)
 
As
 
Double

   
suma2
 
=
 
a
 
+
 
b

   
While
 
(
suma2
 
>=
 
10
)

      
suma2
 
=
 
suma2
 
+
 
1

   
Wend

   
End
 
Function

```

Siempre que la suma de a y b sea superior o igual a 10.

#### Bucle do loop
```
Dim
 
Suma

	
Suma
 
=
 
0

	
Do

		
Suma
 
=
 
Suma
 
+
 
1

	
Loop

```

La variable "Suma" se sumará infinitamente 1 unidad.

### Lenguaje Pascal

#### Bucle repeat
Una forma de hacer un bucle infinito en Pascal es con un ciclo repeat como se muestra a continuación:
```
program
 
HASTAELINFINITO
;

begin

	
repeat

		
writeln
(
'¡Nunca termina!'
)
;

	
until
 
2
=
3
;

end
.

```

Ya que 2 nunca es igual a 3, el código se repite hasta el infinito.

#### Bucle while
```
program
 
HASTAELINFINITO
;

 

begin

	
while
 
2
<>
3
 
do

		
writeln
(
'¡Nunca termina!'
)
;

	
end
;

end
.

```

### Lenguaje Pascal

#### Bucle repetir
En Pascal se puede realizar un bucle infinito sin necesidad de establecer una condición equivoca.
```
  
Var
 i:
Entero

  
Repetir

     i = i + 1 ' Se incrementa por siempre.
  
PorSiempre
```

También se puede crear un bucle infinito genuino.
```
  
Var
 i:
Entero

  
Repetir

     i = i + 1 ' Se ejecuta por siempre porque:
  
HastaQue
 i < 1 ' esta condición nunca es real.
```

#### Bucle mientras
En este ejemplo olvidé incrementar el valor de i.
```
  
Importar
 "Utiles.prp"
  
Var
 i:
Entero

  
Mientras
 i = 0
     Mensaje("i sigue siendo cero...") ' Se muestra por siempre.
  
FinMientras
```

#### Bucle contar
En este ejemplo se muestra cómo utilizamos el bucle "contar" para hacer que la variable i alcance el valor 1, pero por X motivo olvidamos establecer la instrucción "dec" para que el bucle decremente valores.
```
  
Importar
 "Utiles.prp"
  
Var
 i:
Entero

  
Contar
 i = 2 
a
 1
     Mensaje("i sigue siendo mayor a 1...")
  
Seguir
```

### Lenguaje Java

#### Bucle while
```
public
 
void
 
loop
()
 
{

    
int
 
x
 
=
 
0
;

    
while
(
x
<
10
)
 
{

        
System
.
out
.
println
(
"¡Esto no acaba!"
);

    
}

}

```

### Lenguaje Kotlin

#### Bucle do-while
```
fun
 
bucleDoWhile
(){

    
var
 
i
 
=
 
10

    
do
 
{

        
println
(
"¡Oops! Esto nunca acabará"
)

    
}
 
while
 
(
i
 
!=
 
0
)

}

```

#### Bucle while
```
fun
 
bucleWhile
(){

    
var
 
i
 
=
 
10

    
while
 
(
i
 
!=
 
0
){

        
println
(
"¡Oops! Esto nunca acabará"
)

    
}

}

```

### Lenguaje Matlab/Freemat

#### Bucle for
```
function
 
print2
()

   
for
 
i
 
=
 
1
:
-
1
:
10

       
disp
([
'Hello I am the number '
,
int2str
(
i
)]);

   
end

end

```

#### Bucle while
```
   
function
 
suma2
(
a, b
)

       
suma2
 
=
 
a
 
+
 
b

       
while
 
(
suma2
 
>=
 
10
)

           
suma2
 
=
 
suma2
 
+
 
1

       
end

   
end

```

### Lenguaje PHP

#### Bucle infinito con WHILE
En este código, la variable $variable nunca cambia, siempre vale cero. Por lo tanto, se entra en bucle infinito al ser $variable siempre <500.
```
<
?
php

$
variable
=
0
;

while
 
(
$
variable
<
500
)

{

echo
 
$
variable
;
  

}

?
>

```

#### Bucle infinito con FOR
```
<
?
php

for
 
(
$
var
 
=
 
0
;
 
$
var
 
<
 
10
;
 
$
var
=
$
var
-
1
)

{

echo
 
$
var
.
"<br>"
;

}

?
>

```

### Lenguaje Python

#### Bucle while
```
Num
 
=
 
2

while
 
Num
 
!=
 
3
:

    
print
(
"Más allá del universo"
)

```

Aquí la variable "Num" tiene el valor de 2, entonces dentro del while la condición es: Si "Num" no es igual a 3 imprime (print) "Más allá del universo"; como el valor de "Num" es constante (igual a 2), entonces dentro de while la condición será verdadera, y el bucle nunca terminará.